# Federico Elmore
Frederick Augustus Mattias Elmore Percy, más conocido como Federico Elmore (n. Reino Unido, 1805- f. Lima, Perú, 29 de marzo de 1871), marino inglés instalado en el Perú, que sirvió a la causa independentista uniéndose a la recién creada Armada de Chile y luego a la Marina de Guerra del Perú, donde escalaría hasta el grado de teniente.

## Biografía
Hijo del marino inglés Henry Mattias Elmore y de Anne Polhill Percy. Acompañando al marino inglés Martin Guisse, su protector, viajó a Sudamérica, formando parte del grupo de marinos británicos contratados por el gobierno de Chile, que por entonces (1817) organizaba su naciente escuadra. Entre aquellos militares británicos, se hallaban también Lord Cochrane y Guillermo Miller, que se unieron a la causa de la Independencia Hispanoamericana. 
Llegó al Perú con la expedición libertadora que partió de Valparaíso, al mando del general José de San Martín. Durante el desembarco en Paracas del 8 de septiembre de 1820 recibió elogios del mismo San Martín, por su eficiente labor. A órdenes de Cochrane participó en la captura de la fragata española Esmeralda.
Ingresó a la Marina de Guerra del Perú y participó en la Primera campaña de Intermedios. Ascendido a alférez de fragata en 1823, se destacó en el ataque nocturno a los buques españoles fondeados en el Callao, de 24 a 25 de febrero de 1824, mereciendo su ascenso a teniente segundo por dicha acción. Elmore escribiría: "Sin la escuadra peruana dueña de la costa, no habría sido posible salvar la causa libertadora ni realizar las campañas triunfadores de Junín y Ayacucho". 
Luego participó en el bloqueo al Callao en 1824, sirviendo a las órdenes de Guisse. El bloqueo sería interrumpido por una expedición naval española y luego retomado el 7 de enero de 1825 por una fuerza naval combinada de Chile, la Gran Colombia y Perú bajo el mando en un principio del vicealmirante Manuel Blanco Encalada.
A principios de 1825, acompañó a Guisse hasta Guayaquil, donde aquel fue apresado por su supuesta oposición a Bolívar. Acompañó a su jefe en todo ese trance, hasta su traslado a Lima, defendiendo siempre su actuación. Luego de eso pudo participar en el sitio del Callao. 
Tras la capitulación de los fuertes del Callao en enero de 1826, Elmore pasó a servir en tierra. Por enfermedad solicitó licencia por dos años a principios de 1827, pero como no se reintegró al servicio al culminar dicho plazo, fue sancionado con la pérdida de su empleo y de los beneficios correspondientes (1830).
Cuando a fines de 1833 ascendió al poder el presidente Luis José de Orbegoso, Elmore fue readmitido en la marina, asumiendo el comando del bergantín Congreso. En junio de  1834 ascendió a teniente primero efectivo.
El 27 de noviembre de 1834, se casó con la dama quiteña Josefa Fernández de Cordova Almestar, con quien tuvo siete hijos. Entre ellos estuvieron Alberto Elmore, quien llegó a ser primer ministro; Juan Federico Elmore, quien fue catedrático y ministro de Relaciones Exteriores; Teodoro Elmore, quien llegó a ser ingeniero y ministro de Fomento; y Eglantina Elmore, casada con el hon. William Stafford, hijo de George William Stafford, lord Stafford.
En 1835 solicitó nuevamente licencia por dos años. Culminada esta, solicitó su separación definitiva de la Marina de Guerra del Perú en 1837. A partir de entonces, se dedicó al comercio. Falleció en Lima, en 1871.